# Cá ngân
Cá ngân (danh pháp hai phần: Atule mate), còn gọi là cá ngân bột hay cá róc, là một loài cá biển thuộc họ Carangidae phân bố rộng rãi trong khu vực Ấn Độ-Thái Bình Dương từ phía đông châu Phi ở phía tây đến tận quần đảo Hawaii, ở phía đông được phân bố về phía bắc Nhật Bản và phía nam tới Úc. Phân bố Việt Nam chủ yếu ở vịnh Bắc Bộ, miền Trung, Đông và Tây Nam Bộ.
Cá ngân sinh sống khu vực ven biển như vịnh và rặng san hô, săn bắt cá nhỏ và động vật giáp xác. Đến mùa sinh sản, cá có thể đẻ 161.000 trứng. Tên thường gọi tiếng Anh Yellow tail scad, Travelly, Shortbodied mackerel, Yellow scad Tên gọi thị trường Úc Yellowtail scad Tên gọi tiếng Nhật Mabuta-shima-aji, Mate-aji Tên gọi tiếng Tây Ban Nha Jurel rabo. amarillo

## Đặc điểm
Kích cỡ 150–200 mm. Thân hình bầu dục, tương đối dài. Viền lưng và viền bụng cong đều. Chiều dài thân bằng 2,9-3,3 lần chiều cao thân, bằng 3,5-3,7 lần chiều dài đầu. Hai vây lưng tách biệt nhau, vây hậu môn đối xứng với vây lưng thứ hai, tia cuối của hai vây này kéo dài hơn các tia vây trước giống như vây phụ riêng biệt. Vây ngực dài nhỏ, cong kéo dài đến quá khởi điểm của đoạn thẳng đường bên. Nửa trên của thân có những đai ngang màu nâu đỏ. Góc trên xương nắp mang có một chấm đen lớn. Vây lưng và vây đuôi màu vàng nhạt. 

## Giá trị
Cá ngân là loại cá rất thơm ngon, nên được dùng làm thực phẩm để chế biến nhiều món ăn như món cá ngân chiên sả ớt là món ăn rất mới và lạ miệng. Một số món ăn khác từ cá ngân như cá ngân xào thập cẩm Chúng là loài có giá trị kinh tế, mùa vụ khai thác quanh năm, có thể ăn tươi, phơi khô.

## Tại Việt Nam

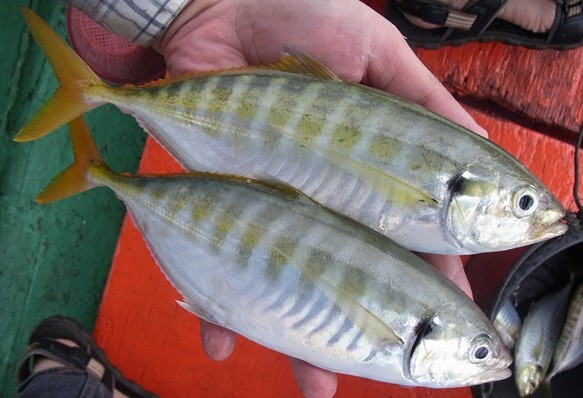
Cá ngân

Ở Việt Nam, cá ngân được khai thác nhiều ở vùng biển Vũng Tàu, Bến Tre và Kiên Giang, và ở Phú Quốc có cá ngân cỡ bằng bắp tay loài cá này có hình thức khai thác tương tự như cá chỉ vàng, và phương thức chế biến cũng tương tự cá chỉ. Tuy cá ngân không phải là loại thực phẩm phổ biến nhưng nó lại có cách chế biến khá đơn giản.

## Hình ảnh

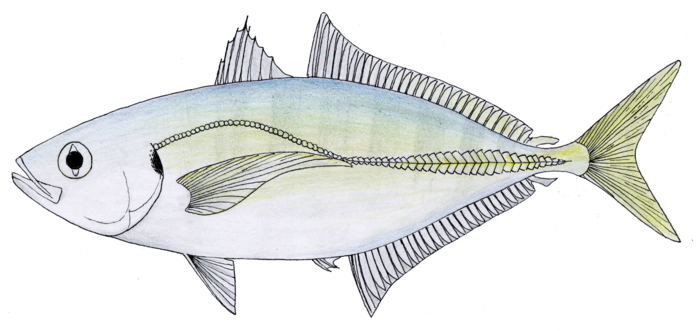
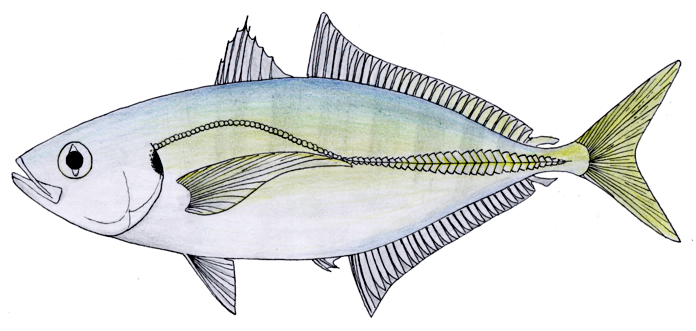
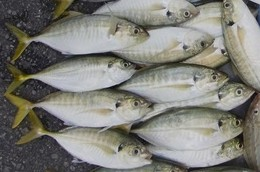